# Großer Preis der USA 1975
Der Große Preis der USA 1975 (offiziell XVIII United States Grand Prix) fand am 5. Oktober auf dem Watkins Glen Grand Prix Course in Watkins Glen statt und war das 14. und letzte Rennen der Automobil-Weltmeisterschaft 1975.

## Berichte

### Hintergrund

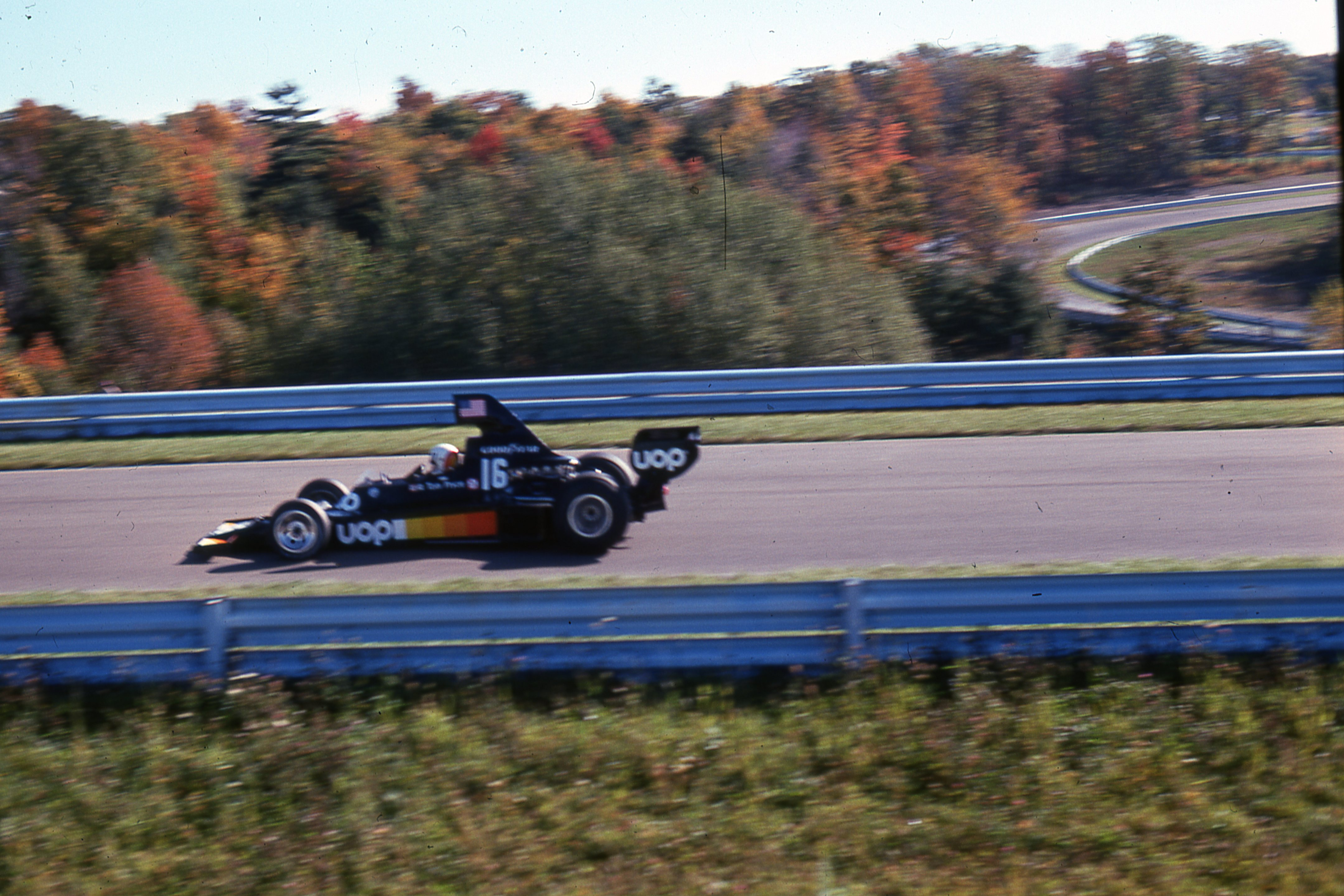
Tom Pryce im Shadow DN5

Rund einen Monat nach dem Großen Preis von Italien, bei dem die Weltmeisterschaft bereits zugunsten von Niki Lauda und Ferrari entschieden worden war, fand das Saisonfinale in Watkins Glen statt.
Die Teams B.R.M., Surtees sowie Maki verzichteten komplett auf die Teilnahme, während Hill und Ensign jeweils mit nur einem Wagen antraten. Auch March reduzierte sein Engagement, indem nur zwei anstatt der zuletzt meist drei Werkswagen gemeldet wurden. Die Pilotin des dritten Wagens, Lella Lombardi, wechselte daraufhin zu Williams.
Wilson Fittipaldi und Brian Henton kehrten ins Fahrerfeld zurück, wobei Letzterer erneut Jim Crawford im zweiten Werks-Lotus ersetzte.
Tyrrell-Hauptsponsor Elf finanzierte den Einsatz eines dritten Tyrrell 007 für den Neuling Michel Leclère. Bei Penske entschied man sich, beim Heimrennen wieder die Eigenentwicklung PC1 an den Start zu bringen, nachdem man in den vorangegangenen Rennen in Europa mehrfach einen Kunden-March eingesetzt hatte. Als Fahrer wurde der aufgrund der Nichtteilnahme des Teams Surtees beschäftigungslose John Watson engagiert, der sich damit bereits zum dritten Mal in dieser Saison auf ein anderes Team und Fahrzeug umstellen musste.

### Training
Lauda, der die mit Abstand meisten Pole-Positions in der bisherigen Saison erreicht hatte, qualifizierte sich auch beim Finale für die beste Startposition. Neben ihm startete der als amtierende Weltmeister abgelöste Emerson Fittipaldi. Die zweite Startreihe bildeten der Brabham von Carlos Reutemann und der Shadow von Jean-Pierre Jarier. Mit Parnelli-Pilot Mario Andretti und Vittorio Brambilla auf March befanden sich sechs unterschiedliche Fahrzeuge in den ersten drei Startreihen. Auf Rang sieben folgte mit Tom Pryce der zweite Werks-Shadow neben Patrick Depailler.

### Rennen
Lombardi konnte aufgrund eines technischen Defektes während der Warm-Up-Runden nicht starten. Jacques Laffite hatte seine entzündeten Augen versehentlich mit einem Reinigungsmittel für Helmvisiere anstatt mit Augentropfen behandelt. Somit konnten beide Fahrzeuge des Teams von Frank Williams nicht am Rennen teilnehmen.
Lauda gewann das Startduell gegen Fittipaldi. Die Reihenfolge der ersten beiden änderte sich daraufhin während des gesamten Rennens nicht.
Auf dem dritten Rang lag zunächst Jarier vor Brambilla, Reutemann, Andretti und dem vom 15. Rang gestarteten James Hunt, der schnell aufholte. Pace und Depailler kollidierten in der zweiten Runde und schieden aus.
Als Regazzoni nach einem Boxenstopp weit zurücklag, hinderte er Fittipaldi trotz von den Streckenposten geschwenkten blauen Flaggen sechs Runden lang am Überrunden. Der Rennleiter zeigte ihm daraufhin die schwarze Flagge, um ihn zwecks einer mündlichen Verwarnung in die Box zu beordern. Aus Protest gegen dieses Vorgehen der Rennleitung beschloss Ferraris Teamchef Luca di Montezemolo, Regazzoni aus dem Rennen zu nehmen.
Nachdem sowohl Reutemann und Andretti als auch Jarier aufgrund von technischen Defekten ausgeschieden waren, lag Hunt vor Jochen Mass, Ronnie Peterson und Jody Scheckter auf dem dritten Rang. In der 33. Runde gelang es Mass, an Hunt vorbeizuziehen. In der 50. Runde gelang dies auch Peterson, doch Hunt konterte in der letzten Runde erfolgreich und sicherte sich somit den vierten Platz hinter Mass und vor Peterson.
Es war der erste Sieg für Ferrari beim Großen Preis der USA. Zudem gewann erstmals derjenige Pilot das Rennen, der die Saison auch als Weltmeister abschloss.

## Meldeliste
| Team                            | Nr. | Fahrer             | Chassis         | Motor                    | Reifen |
| ------------------------------- | --- | ------------------ | --------------- | ------------------------ | ------ |
| Marlboro Team Texaco            | 01  | Emerson Fittipaldi | McLaren M23     | Ford Cosworth DFV 3.0 V8 | G      |
| Marlboro Team Texaco            | 02  | Jochen Mass        | McLaren M23     | Ford Cosworth DFV 3.0 V8 | G      |
| Elf Team Tyrrell                | 03  | Jody Scheckter     | Tyrrell 007     | Ford Cosworth DFV 3.0 V8 | G      |
| Elf Team Tyrrell                | 04  | Patrick Depailler  | Tyrrell 007     | Ford Cosworth DFV 3.0 V8 | G      |
| Elf Team Tyrrell                | 15  | Michel Leclère     | Tyrrell 007     | Ford Cosworth DFV 3.0 V8 | G      |
| John Player Team Lotus          | 05  | Ronnie Peterson    | Lotus 72E       | Ford Cosworth DFV 3.0 V8 | G      |
| John Player Team Lotus          | 06  | Brian Henton       | Lotus 72E       | Ford Cosworth DFV 3.0 V8 | G      |
| Martini Racing                  | 07  | Carlos Reutemann   | Brabham BT44B   | Ford Cosworth DFV 3.0 V8 | G      |
| Martini Racing                  | 08  | Carlos Pace        | Brabham BT44B   | Ford Cosworth DFV 3.0 V8 | G      |
| Beta Team March                 | 09  | Vittorio Brambilla | March 751       | Ford Cosworth DFV 3.0 V8 | G      |
| Lavazza March                   | 10  | Hans-Joachim Stuck | March 751       | Ford Cosworth DFV 3.0 V8 | G      |
| Scuderia Ferrari SpA SEFAC      | 11  | Clay Regazzoni     | Ferrari 312T    | Ferrari 015 3.0 F12      | G      |
| Scuderia Ferrari SpA SEFAC      | 12  | Niki Lauda         | Ferrari 312T    | Ferrari 015 3.0 F12      | G      |
| UOP Shadow Racing Team          | 16  | Tom Pryce          | Shadow DN5      | Ford Cosworth DFV 3.0 V8 | G      |
| UOP Shadow Racing Team          | 17  | Jean-Pierre Jarier | Shadow DN5      | Ford Cosworth DFV 3.0 V8 | G      |
| Frank Williams Racing Cars      | 20  | Lella Lombardi     | Williams FW04   | Ford Cosworth DFV 3.0 V8 | G      |
| Frank Williams Racing Cars      | 21  | Jacques Laffite    | Williams FW04   | Ford Cosworth DFV 3.0 V8 | G      |
| Embassy Racing with Graham Hill | 23  | Tony Brise         | Hill GH1        | Ford Cosworth DFV 3.0 V8 | G      |
| Hesketh Racing                  | 24  | James Hunt         | Hesketh 308C    | Ford Cosworth DFV 3.0 V8 | G      |
| Hesketh Racing                  | 25  | Brett Lunger       | Hesketh 308     | Ford Cosworth DFV 3.0 V8 | G      |
| Vel’s Parnelli Jones Racing     | 27  | Mario Andretti     | Parnelli VPJ4   | Ford Cosworth DFV 3.0 V8 | G      |
| Penske Cars                     | 28  | John Watson        | Penske PC1      | Ford Cosworth DFV 3.0 V8 | G      |
| Copersucar-Fittipaldi           | 30  | Wilson Fittipaldi  | Copersucar FD03 | Ford Cosworth DFV 3.0 V8 | G      |
| HB Bewaking Team Ensign         | 31  | Roelof Wunderink   | Ensign N175     | Ford Cosworth DFV 3.0 V8 | G      |

## Klassifikationen

### Startaufstellung
| Pos. | Fahrer             | Konstrukteur    | Zeit     | Ø-Geschwindigkeit | Start |
| ---- | ------------------ | --------------- | -------- | ----------------- | ----- |
| 01   | Niki Lauda         | Ferrari         | 1:42,003 | 191,818 km/h      | 01    |
| 02   | Emerson Fittipaldi | McLaren-Ford    | 1:42,360 | 191,149 km/h      | 02    |
| 03   | Carlos Reutemann   | Brabham-Ford    | 1:42,685 | 190,544 km/h      | 03    |
| 04   | Jean-Pierre Jarier | Shadow-Ford     | 1:42,759 | 190,407 km/h      | 04    |
| 05   | Mario Andretti     | Parnelli-Ford   | 1:42,822 | 190,290 km/h      | 05    |
| 06   | Vittorio Brambilla | March-Ford      | 1:42,846 | 190,246 km/h      | 06    |
| 07   | Tom Pryce          | Shadow-Ford     | 1:42,960 | 190,035 km/h      | 07    |
| 08   | Patrick Depailler  | Tyrrell-Ford    | 1:43,032 | 189,902 km/h      | 08    |
| 09   | Jochen Mass        | McLaren-Ford    | 1:43,100 | 189,777 km/h      | 09    |
| 10   | Jody Scheckter     | Tyrrell-Ford    | 1:43,127 | 189,727 km/h      | 10    |
| 11   | Clay Regazzoni     | Ferrari         | 1:43,246 | 189,509 km/h      | 11    |
| 12   | John Watson        | Penske-Ford     | 1:43,310 | 189,391 km/h      | 12    |
| 13   | Hans-Joachim Stuck | March-Ford      | 1:43,417 | 189,195 km/h      | 13    |
| 14   | Ronnie Peterson    | Lotus-Ford      | 1:43,570 | 188,916 km/h      | 14    |
| 15   | James Hunt         | Hesketh-Ford    | 1:43,820 | 188,461 km/h      | 15    |
| 16   | Carlos Pace        | Brabham-Ford    | 1:44,054 | 188,037 km/h      | 16    |
| 17   | Tony Brise         | Hill-Ford       | 1:44,064 | 188,019 km/h      | 17    |
| 18   | Brett Lunger       | Hesketh-Ford    | 1:45,236 | 185,925 km/h      | 18    |
| 19   | Brian Henton       | Lotus-Ford      | 1:45,244 | 185,911 km/h      | 19    |
| 20   | Michel Leclère     | Tyrrell-Ford    | 1:46,023 | 184,545 km/h      | 20    |
| 21   | Jacques Laffite    | Williams-Ford   | 1:46,032 | 184,529 km/h      | 21    |
| 22   | Roelof Wunderink   | Ensign-Ford     | 1:47,227 | 182,473 km/h      | 22    |
| 23   | Wilson Fittipaldi  | Copersucar-Ford | 1:48,226 | 180,788 km/h      | 23    |
| 24   | Lella Lombardi     | Williams-Ford   | 1:49,734 | 178,304 km/h      | 24    |

### Rennen
| Pos. | Fahrer             | Konstrukteur    | Runden | Stopps | Zeit        | Start | Schnellste Runde |
| ---- | ------------------ | --------------- | ------ | ------ | ----------- | ----- | ---------------- |
| 01   | Niki Lauda         | Ferrari         | 59     | 0      | 1:42:58,175 | 01    | 1:43,386         |
| 02   | Emerson Fittipaldi | McLaren-Ford    | 59     | 0      | + 4,943     | 02    | 1:43,374 (43.)   |
| 03   | Jochen Mass        | McLaren-Ford    | 59     | 0      | + 47,637    | 09    | 1:43,716         |
| 04   | James Hunt         | Hesketh-Ford    | 59     | 0      | + 49,475    | 15    | 1:44,835         |
| 05   | Ronnie Peterson    | Lotus-Ford      | 59     | 0      | + 49,986    | 14    | 1:43,558         |
| 06   | Jody Scheckter     | Tyrrell-Ford    | 59     | 0      | + 50,321    | 10    | 1:43,641         |
| 07   | Vittorio Brambilla | March-Ford      | 59     | 0      | + 1:44,031  | 06    | 1:43,717         |
| 08   | Hans-Joachim Stuck | March-Ford      | 58     | 1      | + 1 Runde   | 13    | 1:43,811         |
| 09   | John Watson        | Penske-Ford     | 57     | 1      | + 2 Runden  | 12    | 1:46,040         |
| 10   | Wilson Fittipaldi  | Copersucar-Ford | 55     | 0      | + 4 Runden  | 23    | 1:50,019         |
| –    | Tom Pryce          | Shadow-Ford     | 52     | 0      | NC          | 07    | 1:43,869         |
| –    | Brian Henton       | Lotus-Ford      | 49     | 1      | NC          | 19    | 1:47,451         |
| –    | Brett Lunger       | Hesketh-Ford    | 46     | 0      | DNF         | 18    | 1:44,784         |
| –    | Roelof Wunderink   | Ensign-Ford     | 41     | 0      | DNF         | 22    | 1:48,291         |
| –    | Clay Regazzoni     | Ferrari         | 28     | 1      | DNF         | 11    | 1:45,851         |
| –    | Jean-Pierre Jarier | Shadow-Ford     | 19     | 0      | DNF         | 04    | 1:45,396         |
| –    | Carlos Reutemann   | Brabham-Ford    | 9      | 0      | DNF         | 03    | 1:46,616         |
| –    | Mario Andretti     | Parnelli-Ford   | 9      | 0      | DNF         | 05    | 1:45,938         |
| –    | Tony Brise         | Hill-Ford       | 5      | 0      | DNF         | 17    | 1:48,501         |
| –    | Michel Leclère     | Tyrrell-Ford    | 2      | 0      | DNF         | 20    | 1:51,229         |
| –    | Patrick Depailler  | Tyrrell-Ford    | 2      | 0      | DNF         | 08    | 1:50,809         |
| –    | Carlos Pace        | Brabham-Ford    | 2      | 0      | DNF         | 16    | 1:49,613         |
| DNS  | Jacques Laffite    | Williams-Ford   | –      | –      | –           | 21    | –                |
| DNS  | Lella Lombardi     | Williams-Ford   | –      | –      | –           | 24    | –                |

## WM-Stände nach dem Rennen
Die ersten sechs des Rennens bekamen 9, 6, 4, 3, 2 bzw. 1 Punkt(e). In der Konstrukteurswertung zählten nur die Punkte des bestplatzierten Fahrers eines Teams. Es zählten nur die besten sieben Ergebnisse aus den ersten acht Rennen und die besten fünf aus den letzten sechs Rennen. Streichresultate sind in Klammern gesetzt.

### Fahrerwertung
| Pos. | Fahrer             | Konstrukteur               | Punkte |
| ---- | ------------------ | -------------------------- | ------ |
| 01   | Niki Lauda         | Ferrari                    | 64,5   |
| 02   | Emerson Fittipaldi | McLaren-Ford               | 45     |
| 03   | Carlos Reutemann   | Brabham-Ford               | 37     |
| 04   | James Hunt         | Hesketh-Ford               | 33     |
| 05   | Clay Regazzoni     | Ferrari                    | 25     |
| 06   | Carlos Pace        | Brabham-Ford               | 24     |
| 07   | Jody Scheckter     | Tyrrell-Ford               | 20     |
| 08   | Jochen Mass        | McLaren-Ford               | 20     |
| 09   | Patrick Depailler  | Tyrrell-Ford               | 12     |
| 10   | Tom Pryce          | Shadow-Ford                | 8      |
| 11   | Vittorio Brambilla | March-Ford                 | 6,5    |
| 12   | Jacques Laffite    | Williams-Ford              | 6      |
| 13   | Ronnie Peterson    | Lotus-Ford                 | 6      |
| 14   | Mario Andretti     | Parnelli-Ford              | 5      |
| 15   | Mark Donohue †     | Penske-Ford                | 4      |
| 16   | Jacky Ickx         | Lotus-Ford                 | 3      |
| 17   | Alan Jones         | Hesketh-Ford / Hill-Ford   | 2      |
| 18   | Jean-Pierre Jarier | Shadow-Ford                | 1,5    |
| 19   | Tony Brise         | Williams-Ford / Hill-Ford  | 1      |
| 20   | Gijs van Lennep    | Ensign-Ford                | 1      |
| 21   | Lella Lombardi     | March-Ford                 | 0,5    |
| 22   | Rolf Stommelen     | Lola-Ford / Hill-Ford      | 0      |
| 23   | John Watson        | Surtees-Ford / Penske-Ford | 0      |
| 24   | Harald Ertl        | Hesketh-Ford               | 0      |
| 25   | Hans-Joachim Stuck | March-Ford                 | 0      |

| Pos. | Fahrer                | Konstrukteur                    | Punkte |
| ---- | --------------------- | ------------------------------- | ------ |
| 26   | Bob Evans             | B.R.M.                          | 0      |
| 27   | Wilson Fittipaldi     | Copersucar-Ford                 | 0      |
| 28   | Graham Hill           | Lola-Ford                       | 0      |
| 29   | Brett Lunger          | Hesketh-Ford                    | 0      |
| 30   | Torsten Palm          | Hesketh-Ford                    | 0      |
| 31   | Arturo Merzario       | Williams-Ford / Copersucar-Ford | 0      |
| 32   | Guy Tunmer            | Lotus-Ford                      | 0      |
| 33   | Chris Amon            | Ensign-Ford                     | 0      |
| 34   | Ian Scheckter         | Tyrrell-Ford / Williams-Ford    | 0      |
| 35   | Jean-Pierre Jabouille | Tyrrell-Ford                    | 0      |
| 36   | Jim Crawford          | Lotus-Ford                      | 0      |
| 37   | Eddie Keizan          | Lotus-Ford                      | 0      |
| 38   | Dave Charlton         | McLaren-Ford                    | 0      |
| 39   | Damien Magee          | Williams-Ford                   | 0      |
| 40   | Renzo Zorzi           | Williams-Ford                   | 0      |
| 41   | Brian Henton          | Lotus-Ford                      | 0      |
| 42   | John Nicholson        | Lyncar-Ford                     | 0      |
| 43   | Dave Morgan           | Surtees-Ford                    | 0      |
| –    | Mike Wilds            | B.R.M.                          | 0      |
| –    | Roelof Wunderink      | Ensign-Ford                     | 0      |
| –    | François Migault      | Hill-Ford                       | 0      |
| –    | Vern Schuppan         | Hill-Ford                       | 0      |
| –    | Jo Vonlanthen         | Williams-Ford                   | 0      |
| –    | Michel Leclère        | Tyrrell-Ford                    | 0      |

### Konstrukteurswertung
| Pos. | Konstrukteur  | Punkte  |
| ---- | ------------- | ------- |
| 01   | Ferrari       | 72,5    |
| 02   | Brabham-Ford  | 54 (56) |
| 03   | McLaren-Ford  | 53      |
| 04   | Hesketh-Ford  | 33      |
| 05   | Tyrrell-Ford  | 25      |
| 06   | Shadow-Ford   | 9,5     |
| 07   | Lotus-Ford    | 9       |
| 08   | March-Ford    | 7,5     |
| 09   | Williams-Ford | 6       |

| Pos. | Konstrukteur    | Punkte |
| ---- | --------------- | ------ |
| 10   | Parnelli-Ford   | 5      |
| 11   | Hill-Ford       | 3      |
| 12   | Penske-Ford     | 2      |
| 13   | Ensign-Ford     | 1      |
| 14   | Lola-Ford       | 0      |
| 15   | Surtees-Ford    | 0      |
| 16   | B.R.M.          | 0      |
| 17   | Copersucar-Ford | 0      |
| –    | Lyncar-Ford     | 0      |